# Макаев, Георгий Иванович
Гео́ргий Ива́нович Мака́ев (Макашвили) (1871—1916) — князь, российский архитектор грузинского происхождения, работал в Москве. Известен, главным образом, двумя постройками — северным крылом Политехнического музея и доходным домом Тарховой на углу Казарменного и Подсосенского переулков — редким для Москвы памятником северного модерна.

## Биография
По происхождению Макаев — из грузинских князей Макашвили, свои работы он подписывал Князь Г. Макаев. Учился в МУЖВЗ, завершил курс в петербургском Институте гражданских инженеров. Помимо упомянутых зданий, Макаев построил в Москве Калязинское подворье на Лубянской площади (1905) и доходный дом в Соколовском переулке (1903). Вместе с архитекторами В. И. Ерамишанцевым и В. В. Воейковым построил в 1903—1907 годах в стиле модерн новый корпус Политехнического музея.
Главное создание Макаева — собственный (позже Н. Г. Тарховой) доходный дом (Подсосенский переулок 18/5). К сожалению, в ходе недавней «реставрации» с дома были сбиты скульптурные изображения сказочных узловатых лиан и цветов — сейчас вместо них по фасаду змеятся плоские полосы. Фасады здания в аварийном состоянии.
Похоронен на Введенском кладбище.